# موهيغان صن أرينا
موهيغان صن أرينا (بالإنجليزية: Mohegan Sun Arena)‏ هي ساحة متعددة الأغراض تبلغ 10،000 مقعد في منطقة أونكاسفيل في مونتفيل، كونيتيكت تقع داخل موهيغان صن.